# Mirrors (phim)
Gương Quỷ (tiếng Anh: Mirrors) là một bộ phim kinh dị siêu nhiên 2008 của đạo diễn Alexandre Aja, với sự tham gia của Kiefer Sutherland, Paula Patton, và Amy Smart. Bộ phim đầu tiên có tựa đề Into the Mirror, nhưng tên này sau đó được đổi thành Mirrors. Quá trình quay phim bắt đầu vào ngày 1 tháng 5 năm 2007 và được phát hành tại các rạp chiếu phim của Mỹ vào ngày 15 tháng 8 năm 2008.

## Nội dung
Chuyện film xoay quanh cựu thanh tra của Sở cảnh sát New York tên là Ben Carson, sau khi thôi việc được 1 năm, Ben xin làm bảo vệ ở một tòa lâu đài bị cháy tên Mayflower, khu nhà này trước đây là bệnh viện St Matthew (đã đóng cửa năm 1952). Bên trong tòa nhà là rất nhiều gương và những câu chuyện không may kỳ lạ lần lượt xảy ra với đối gia đình của Ben.

## Diễn viên
- Kiefer Sutherland vai Ben Carson
- Paula Patton vai Amy Carson
- Amy Smart vai Angie Carson
- Cameron Boyce vai Michael "Mikey" Carson, con trai của Amy và Ben, 6 tuổi.[2]
- Erica Gluck vai Daisy Carson
- Mary Beth Peil vai Anna Esseker
- John Shrapnel vai Lorenzo Sapelli
- Jason Flemyng vai Det. Larry Byrne
- Tim Ahern vai Tiến sĩ Morris
- Julian Glover vai Robert Esseker
- Josh Cole vai Gary Lewis
- Ezra Buzzington vai Terrence Berry